# Paratanais hessleri
Paratanais hessleri is een naaldkreeftjessoort uit de familie van de Paratanaidae. De wetenschappelijke naam van de soort is voor het eerst geldig gepubliceerd in 1985 door Kudinova-Pasternak.